# Dasyvalgus fraterculus
Dasyvalgus fraterculus är en skalbaggsart som beskrevs av Moser 1904. Dasyvalgus fraterculus ingår i släktet Dasyvalgus och familjen Cetoniidae. Inga underarter finns listade i Catalogue of Life.